# PD-50
 (signalé en mai 2025).
Si vous disposez d'ouvrages ou d'articles de référence ou si vous connaissez des sites web de qualité traitant du thème abordé ici, merci de compléter l'article en donnant les références utiles à sa vérifiabilité et en les liant à la section « Notes et références ».
- Archive Wikiwix
- Bing
- Cairn
- DuckDuckGo
- E. Universalis
- Gallica
- Google
- G. Books
- G. News
- G. Scholar
- Persée
- Qwant
- (zh) Baidu
- (ru) Yandex
- (wd) trouver des œuvres sur Wikidata

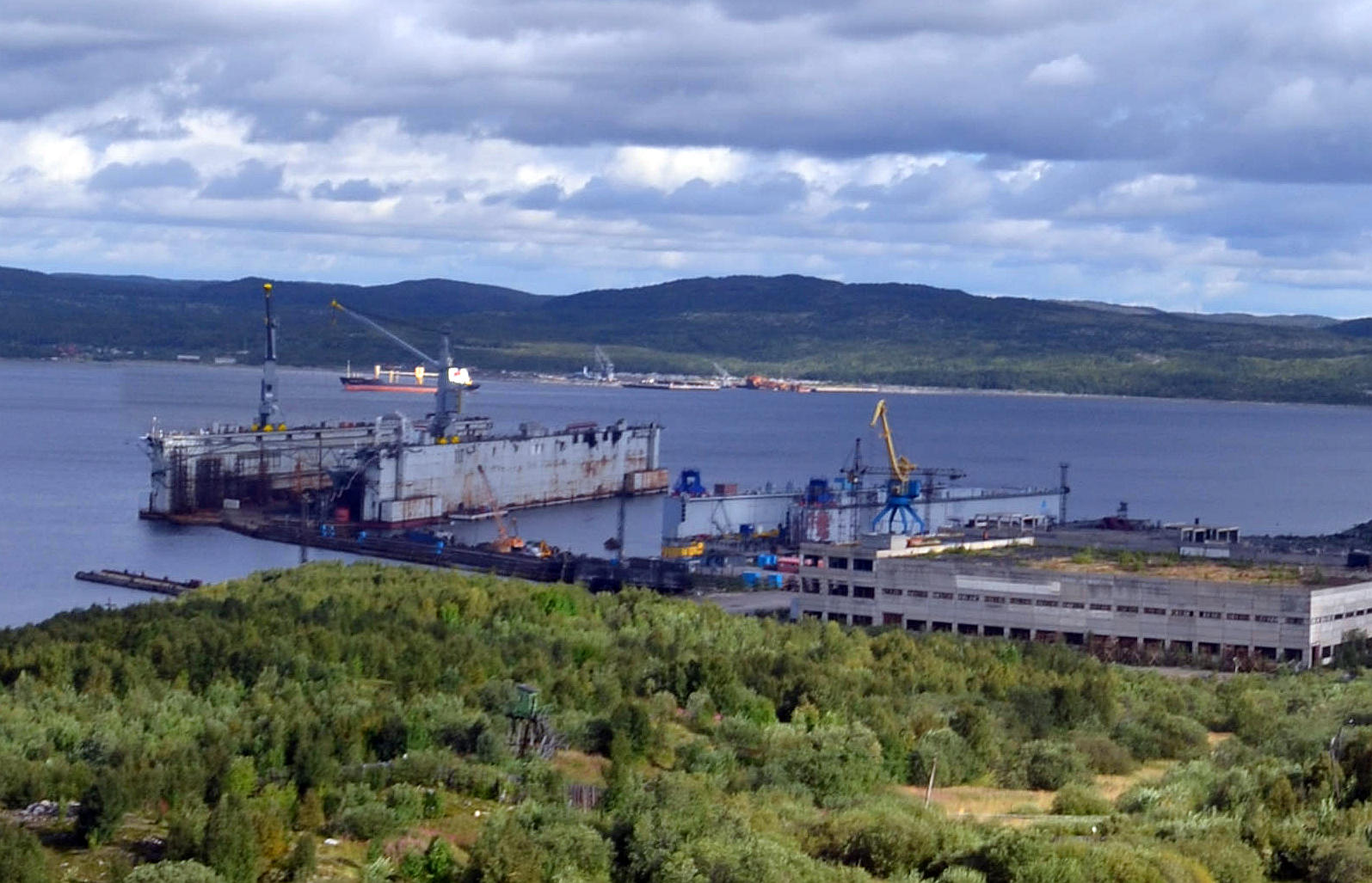
PD-50

PD-50 (en russe : ПД-50), désignation soviétique Project 7454, est un dock flottant construit en 1978 en Suède pour le compte de l'URSS pour l'entretien des navires et des sous-marins de la Flotte du Nord. Mise en service en 1980, c'est à l'époque la plus grande cale sèche flottante au monde.  